# Alina Cojocaru
Alina Cojocaru (født 27. maj 1981) er en kvindelig solodanser ved Royal Ballet i London. 

## Biografi
Hun blev født i Bukarest, Rumænien. Uddannet ved Kyiv Balletten og var solodanser der i et år inden hun kom til Royal Ballet. Hun har vundet den prestigefyldte Prix de Lausanne i 1998 og blev derefter hentet til Royal Ballet i 1999, hvor hun i 2001 blev udnævnt til solodanser. Hendes repertoire består af klassiske roller som Clara i "Nøddeknækkeren", Odette og Odile i "Svanesøen", Aurora i "Tornerose", Kitri i "Don Quixote", Julie i "Romeo og Julie". Den rolle som hun oftest sættes i forbindelse med er "Giselle", på gund af hendes delikate og æteriske dansestil. Cojocaru har endvidere udmærket sig i moderne koreografier så som Kenneth MacMillan's "Manon" og "Mayerling", og Sir Frederick Ashton's balletter.
Alinas dans står i skarp kontrast til hvor tids teknisk dygtige ballerinaer. Hun er en stærk og teknisk dygtig danser, men hendes særegne kvalitet er hendes æteriske fremtoning, som gør hende perfekt til roller som Giselle.[kilde mangler] Hun synes ofte vægtløs, når hun danser.[kilde mangler] Hendes faste partner er den danske danser Johan Kobborg. Kobborg opdaterer jævnligt sine fans med seneste nyt om "Johan og Alina".